# Cattedrale di Aleksandr Nevskij (Baku)
La cattedrale di Aleksandr Nevskij (in russo: Александро-Невский Собор, Aleksandro-Nevskij Sobor; in azero: Aleksandr Nevski Başkilsəsi) è stata la cattedrale ortodossa di Baku, in Azerbaigian, dal 1898, quando è stata costruita, fino alla sua distruzione nel 1936, durante l'epoca di Iosif Stalin.

## Storia
La prima pietra della cattedrale è stata posta l'8 ottobre 1888 alla presenza dell'imperatore Alessandro III di Russia e della sua famiglia. La cattedrale è stata progettata dall'architetto di origine tedesca Robert Marfeld e dal suo apprendista, di origine polacca, Józef Gosławski. La costruzione della cattedrale è stata completata nel 1898. Le sue cupole, le croci e l'arco principale erano in oro puro.
Nel 1936 la cattedrale venne fatta saltare in aria dalle autorità sovietiche, in quanto costituiva un forte punto di riferimento per la chiesa ortodossa in Azerbaigian.